# سيغموند إكسنر
سيغموند إكسنر (بالألمانية: Siegmund Exner-Ewarten)‏ (و. 1846 – 1926 م) هو عالم وظائف الأعضاء، وبروفيسور نمساوي، ولد في فيينا، وكان عضوًا في الأكاديمية الألمانية للعلوم ليوبولدينا، والأكاديمية البافارية للعلوم والعلوم الإنسانية، توفي في فيينا، عن عمر يناهز 80 عاماً.

## التعليم
تعلم في جامعة فيينا.

## جوائز
حصل على جوائز منها:
- جائزة ليبن (1877).

## روابط خارجية
- سيغموند إكسنر على موقع الموسوعة البريطانية (الإنجليزية)